# Sclerocactus brevispinus
Sclerocactus brevispinus är en kaktusväxtart som beskrevs av K.D. Heil och J.M. Porter. Sclerocactus brevispinus ingår i släktet Sclerocactus och familjen kaktusväxter. Inga underarter finns listade i Catalogue of Life.